# Otakar Matoušek
Otakar Matoušek (14. ledna 1899 Praha – 4. ledna 1994, Švédsko) byl český geolog, paleontolog, redaktor časopisu Vesmír, rozhlasový redaktor, historik a popularizátor vědy.

## Život
Otakar Matoušek se narodil roku 1899 v úřednické rodině v Praze. Studoval na gymnáziu v Truhlářské ulici a maturoval v roce 1917. Poté nastoupil na studia přírodních věd na Filozofické fakultě Univerzity Karlovy. Po doktorátu navštívil zahraniční univerzity, mimo jiné Sorbonnu, Oxford a Cambridge. V letech 1925 a 1926 se habilitoval v oborech geologie a paleontologie. V roce 1923 se podílel na obnovení vydávání přírodovědného časopisu Vesmír, obnovení vedl botanik a pedagog Bohumil Němec na žádost Aloise Rašína. Otakar Matoušek v roce 1945 převzal od Bohumila Němce vedení časopisu a pokračoval (za podpory manželky dr. Boženy Matouškové v době okupace) do roku 1950, kdy mu bylo vedení časopisu znemožněno z politických důvodů.
V letech 1929 až 1930 absolvoval stipendijní pobyt na Columbia University s nadějí, že bude jmenován profesorem. Jmenování profesorů bylo však v USA v období hospodářské krize pozastaveno. Matoušek nastoupil do Československého rozhlasu, který se formoval z Radiojurnalu. V letech 1931 až 1939 zde pracoval jako první ředitel přednáškového a vzdělávacího programu. Díky své angažovanosti byl během okupace z rozhlasu vyhozen a během války pracoval v továrně v Chotěboři. Po opětovném krátkém působení v rozhlase v květnu 1945 se vrátil na Karlovu Univerzitu, kde založil Ústav pro obecnou přírodovědu. Ústav byl v roce 1950 zrušen a Otakaru Matouškovi bylo umožněno bádat v Československé akademii věd na pracovišti věnujícím se studiu a dílu Jana Evangelisty Purkyně a obecně historii lékařství. V 70. letech mohl vycestovat a stal se hostujícím profesorem na Kalifornské univerzitě v Berkeley. Po návratu mohl externě přednášet na Přírodovědecké fakultě a tematicky se vrátil k seminářům z konce 40. let. Názvy jeho seminářů přednášené v budově děkanátu a geologie na Albertově 6 byly Světová věda a české přírodní vědy. Pedagogicky a vědecky činný zůstával až do pokročilého věku.
S manželkou Boženou měl dva syny, Jiřího Matouška a Miloše Matouška.

## Popularizace a společenský život
V rámci Ústavu pro obecnou přírodovědu zavedl Otakar Matoušek vyučování v ruštině a angličtině, dále letní školy a založil knihovnu, který byla dobře vybavená díky jeho známostem v USA. Během seminářů v 70. letech organizoval studentské exkurze do akademických a lékařských ústavů. Společně s manželkou Boženou Matouškovou měli obrovský okruh přátel a považovali za důležité seznamovat studenty s významnými osobnostmi vědy. Tato setkání se konala u "Purkyňova samovaru" v bytě Matouškových v Malešicích.